# 钦化军
钦化军，唐朝方镇名。
中和三年（883年），升湖南观察使置，治所在潭州（今湖南省长沙市）。辖境相当今湖南省长沙、株洲、湘潭、益阳、衡阳、邵阳、衡山、隆回、武冈、零陵、道县、郴州、汝城等市县及广东连州、阳山等市县部分地区。光启元年（885年），改武安军节度使。
- 闵勖（881年—886年）
- 周岳（886年—893年）
- 邓处讷（893年—894年）
- 刘建锋（894年—896年）
- 张佶（896年）
- 马殷（896年—930年）